# Mickys fröhliche Weihnachten
Mickys fröhliche Weihnachten (Originaltitel: Mickey’s Once Upon a Christmas) ist ein US-amerikanischer dreiteiliger Episoden-Zeichentrickfilm der Walt Disney Company aus dem Jahr 1999. Regie bei dieser Direct-to-DVD-Produktion führte Alex Mann.
Im Film treten verschiedene Bewohner Entenhausens in Geschichten zur Weihnachtszeit auf. 2004 produzierte Disney eine Fortsetzung mit dem Titel Mickys turbulente Weihnachtszeit.

## Inhalt

### Weihnachten ohne Ende
Tick, Trick und Track wünschen sich, es wäre jeden Tag Weihnachten. Doch als dieser Wunsch wahr wird, sind sie jedoch nach einiger Zeit gar nicht mehr begeistert davon. Bald ruinieren sie das Fest, weil sie es leid sind. Doch nach einem weiteren Versuch, die Feier ordentlich zu Ende zu bringen, endet die Wiederholung des Festes.

### Ein Weihnachtsmann kommt selten allein
Nachdem Goofy und Max Briefe an den Weihnachtsmann geschickt haben, erzählt Kater Karlo Max, dass es den Weihnachtsmann nicht gibt. Daraufhin versucht Goofy mit allen Mitteln, Max das Gegenteil zu beweisen. Nachdem er beim Warten auf den Weihnachtsmann vom Dach gefallen ist und die Hoffnung aufgab, verkleidet sich Max als Weihnachtsmann, um Goofy glücklich zu machen.

### Eine schöne Bescherung
Micky und Minnie haben wenig Geld, um sich für die Bescherung das jeweils passende Geschenk zu kaufen. Also verkauft Micky seine Mundharmonika um das Geschenk für Minnie kaufen zu können und Minnie verkauft ihre Uhr um Micky etwas zu schenken. Zu Weihnachten bekommt Micky als Geschenk ein Etui für seine Mundharmonika und Minnie eine Kette für ihre Uhr.
Die Episode basiert auf der Kurzgeschichte Das Geschenk der Weisen von O. Henry.

## Ehrungen
Annie Awards 2000
nominiert:
- Herausragende Leistung in einer animierten DVD-Produktion

Golden Reel Awards 2000
nominiert:
- Bester Tonschnitt in einer DVD-Produktion